# Nowy Korczyn
Nowy Korczyn è un comune rurale polacco del distretto di Busko-Zdrój, nel voivodato della Santacroce.
Ricopre una superficie di 117.31 km² e nel 2004 contava 6.450 abitanti.